# 中华落芒草
中华落芒草（学名：Oryzopsis chinensis）为禾本科落芒草属下的一个种。